# Província de Surin
Surin (en tailandès สุรินทร์, pronunciat [sù.rīn]; ซเร็น, pronunciat [sren] en khmer del nord; : เหมองสุลิน en kuy) és una dels setanta-set changwat (províncies de Tailàndia). És al nord-est inferior de Tailàndia, també anomenat Isan. Les províncies veïnes són (des de l'oest en sentit horari) Buriram, Maha Sarakham, Roi Et i Sisaket. Al sud limita amb Oddar Meancheay de Cambodja. Surin cobreix una superfície total de 8,124 km2 (3,137 sq mi) des del riu Mun al nord fins a les muntanyes Dângrêk al sud. La capital, la ciutat de Surin, a la província de la regió central occidental és 434 km de Bangkok.

Les províncies del nord-est han estat tradicionalment aïllades, tant físicament com culturalment, de la resta de Tailàndia i Surin no és una excepció. La gran majoria de la província és rural i relativament pobre. Hi ha poc desenvolupament industrial i la producció arrossaire és la principal indústria. Els arrossaires complementen els seus ingressos tallant la canya de sucre, com a treballadors de la construcció o treballant en el comerç local de teixits de seda. La captura i l'entrenament d'elefants també és una destacada indústria a Surin. Aproximadament el 25 per cent de tots els elefants del regne són criats a Surin, principalment pel poble ètnic kuy.
El turisme també és important per a l'economia de Surin. Els elefants i els paisatges cada cop més son percebuts pel govern provincial com a potencialment lucratius, i intenta que Surin sigui un popular destí ecoturístic internacional. A nivell nacional Surin és reputada pels seus ornaments de perles de plata i de seda fina produïts a pobles turístics com ara Khwao Sinaring Handicraft Village. Els comerciants locals també fan comerç transfronterer amb els cambodjans a través d'un pas fronterer a Chong Chom, 70 km al sud de la ciutat de Surin.

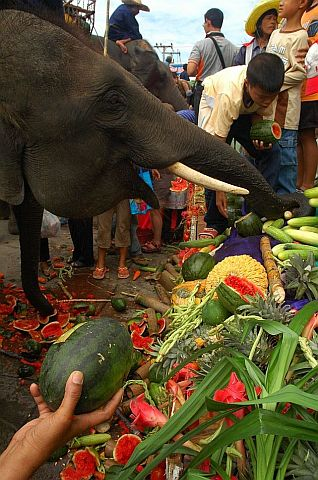
Alimentació d'elefants

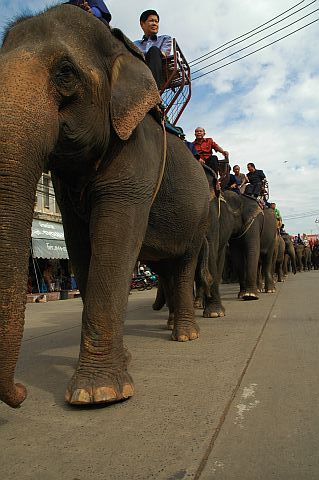
Processó d'elefants

Segons la llegenda la província va rebre el seu nom actual el 1786 en honor al seu governador reial, Chiangpum, el títol reial del qual era Luang Surin Phakdi. La part Surin del títol és un compost de dues paraules, สุระ i อินทร์, derivades de les paraules sànscrites sura (सुर en devanagari), que significa "déu" (cf. asura), i intar (इन्द्र en devanagari), Indra.

## Geografia
La superfície forestal total és de 748 km2 (289 sq mi) o el 8,4 per cent de l'àrea provincial.
Surin és una província amb una població khmer del nord important. Es va informar que el 47,2% de la població és capaç de parlar la llengua khmer. Això representa una certa davallada respecte el cens de 1990 on es recollia que el 63,4% de la població parlava khmer.

Els 17 districtes de Surin

La província està dividida en 17 districtes (amphoes). Els districtes es divideixen a més en 158 subdistrictes (tambons) i 2.011 pobles (mubans).
| 1. Mueang Surin 2. Chumphon Buri 3. Tha Tum 4. Chom Phra 5. Prasat 6. Kap Choeng 7. Rattanaburi 8. Sanom 9. Sikhoraphum | 1. Sangkha 2. Lamduan 3. Samrong Thap 4. Buachet 5. Phanom Dong Rak 6. Si Narong 7. Khwao Sinarin 8. Non Narai |

A partir del 26 de novembre de 2019 hi ha: una organització de l'administració provincial de Surin (en ongkan borihan suan changwat) i 28 municipis (thesaban) de la província. Surin té l'estatus de ciutat (thesaban mueang). Més 27 municipis de subdistricte (thesaban tambon). Les àrees no municipals estan administrades per 144 organitzacions administratives de subdistricte (ongkan borihan suan tambon).

## Història
Els jaciments arqueològics de l'altiplà de Khorat han proporcionat algunes de les primeres evidències de la ceràmica, la metal·lúrgia i el cultiu d'arròs humit desenvolupat al sud-est asiàtic. La vall del riu Mun i la conca circumdant ha donat suport a les cultures arrosseres des de la prehistòria. Els primers pobladors de la regió eren caçadors-recol·lectors. El Neolític, amb la que s'introduí l'agricultura, data del 2500 al 1500 aC. L'Edat del Bronze segueix des del 1.500 al 500 aC, i l'Edat del Ferro del 500 aC al 500 dC. La primera evidència de l'assentament humà a Surin sorgeix a l'edat del ferro, amb una seixantena de jaciments coneguts de l'edat del ferro. Se suposa que aquests colons prehistòrics són avantpassats dels diferents pobles mon-khmers que predominen a la zona avui dia.

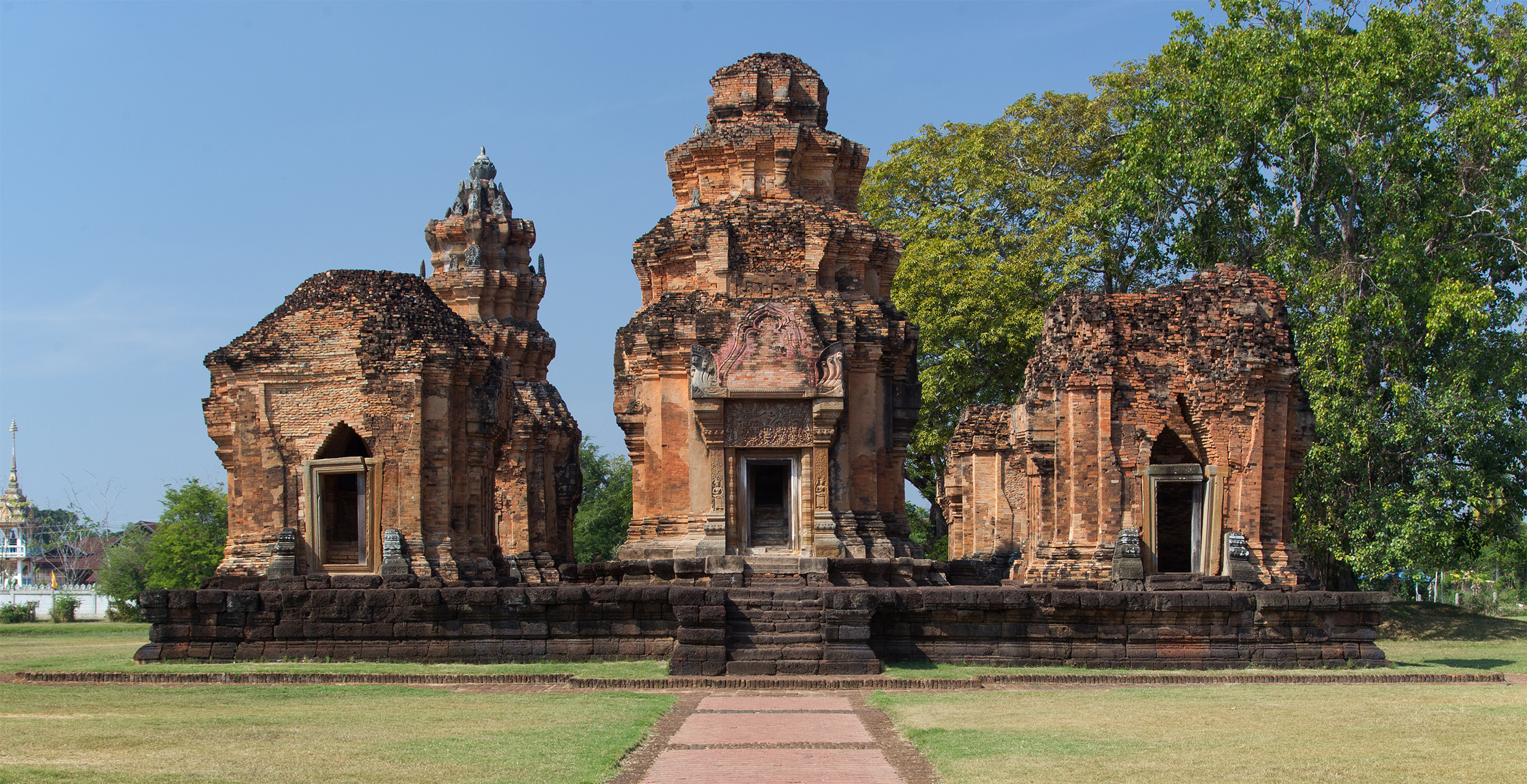
Temple de Prasat Sikhoraphum

Abans del segle xiv la zona formava part de l'Imperi Khmer a la seva província de Kok Khan (en llengua khmer: គោកខណ្ឌ). El nom de la regió durant el període posterior a la caiguda de l'Imperi Khmer fins a adquirir el seu nom actual s'ha perdut a la història.

## Cultura

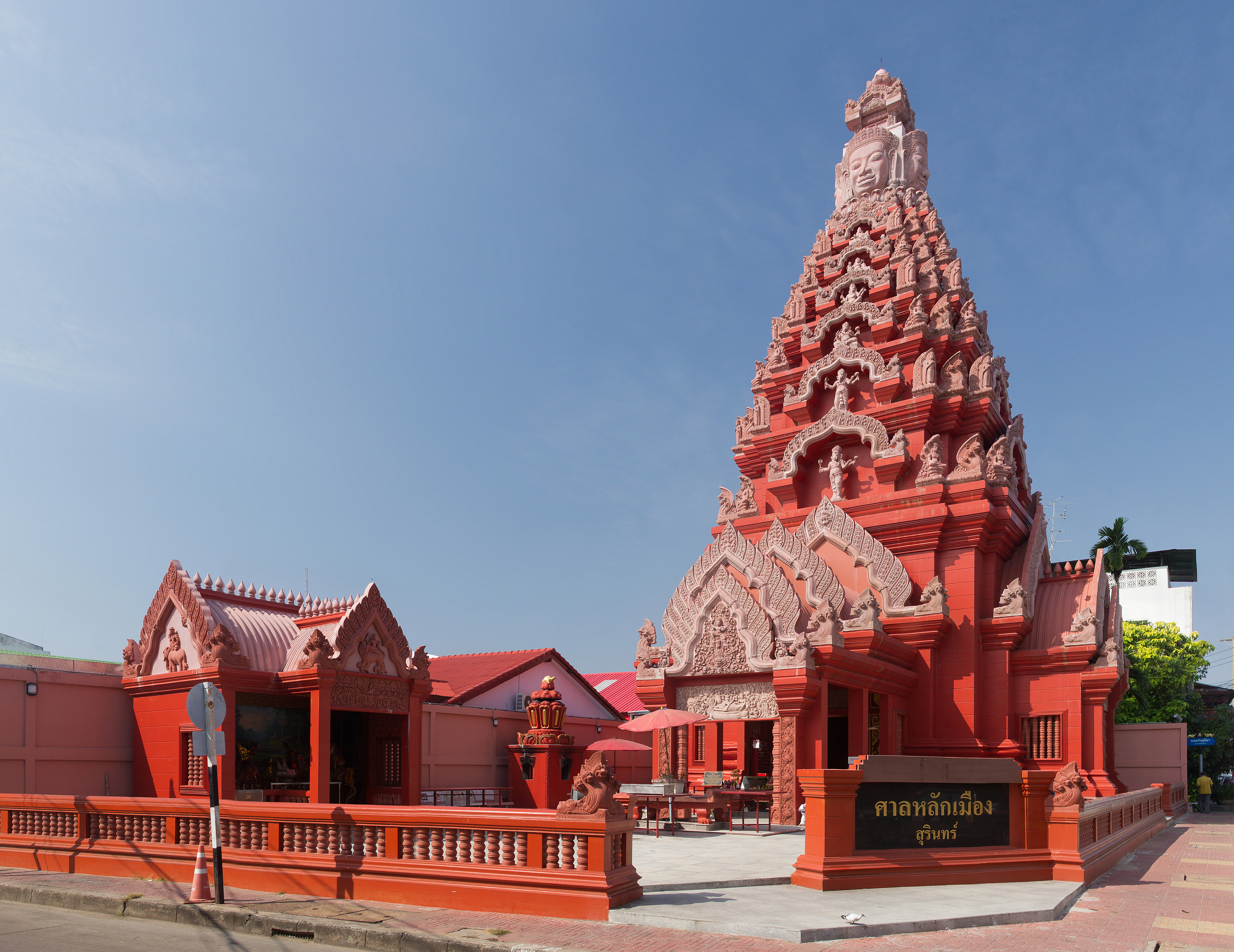
Santuari del pilar de la ciutat de Surin

Com a la majoria d'Isaan, la cultura principal de Surin és la del poble ètnic lao que habiten la regió. A Tailàndia la nomenclatura preferida per a aquesta cultura és "thai-isan" per fer valer la seva identitat com a ciutadans tailandesos i diferenciar-los dels lao de Laos, però la cultura de la regió és marcadament diferent de la dels tailandesos centrals. La llengua isaan és un dialecte del lao, encara que mútuament intel·ligible amb el tailandès central. Els thai-isan de Surin s'associen amb el vestit laosià, la música d'influència laosiana (per exemple, el khene i el mor lam) i la cuina d'estil laosià, que inclou arròs glutinós en contrast amb l'arròs gessamí preferit pels tailandesos centrals.
La cultura de Surin també està fortament influenciada pel poble kuy, de manera més visible en l'activitat que envolta els elefants que és tan destacada a la província. Surin és la font d'una quarta part de tots els elefants domesticats a Tailàndia i la captura, l'entrenament i la cria d'aquests elefants és realitzada per persones d'ètnia kuy. Aquesta és una activitat tan important per a Surin i un motiu d'orgull per al poble kuy, que celebracions com el Dia de l'elefant tailandès (en tailandès งานวันช้างไทย) i la processó d'elefants se celebren anualment la segona i tercera setmana, respectivament, de novembre. En els festivals s'hi fan espectacles audiovisuals que descriuen les llegendes dels elefants tailandesos i una fira a l'estadi Si Narong amb desfilades, carrosses, concursos com ara estira i arronsa entre elefants i homes i demostracions d'elefants de guerra.
L'arbre i la flor provincial és el tembussu (Fagraea fragrans). Cirrhinus microlepis és un peix de província.

## Economia

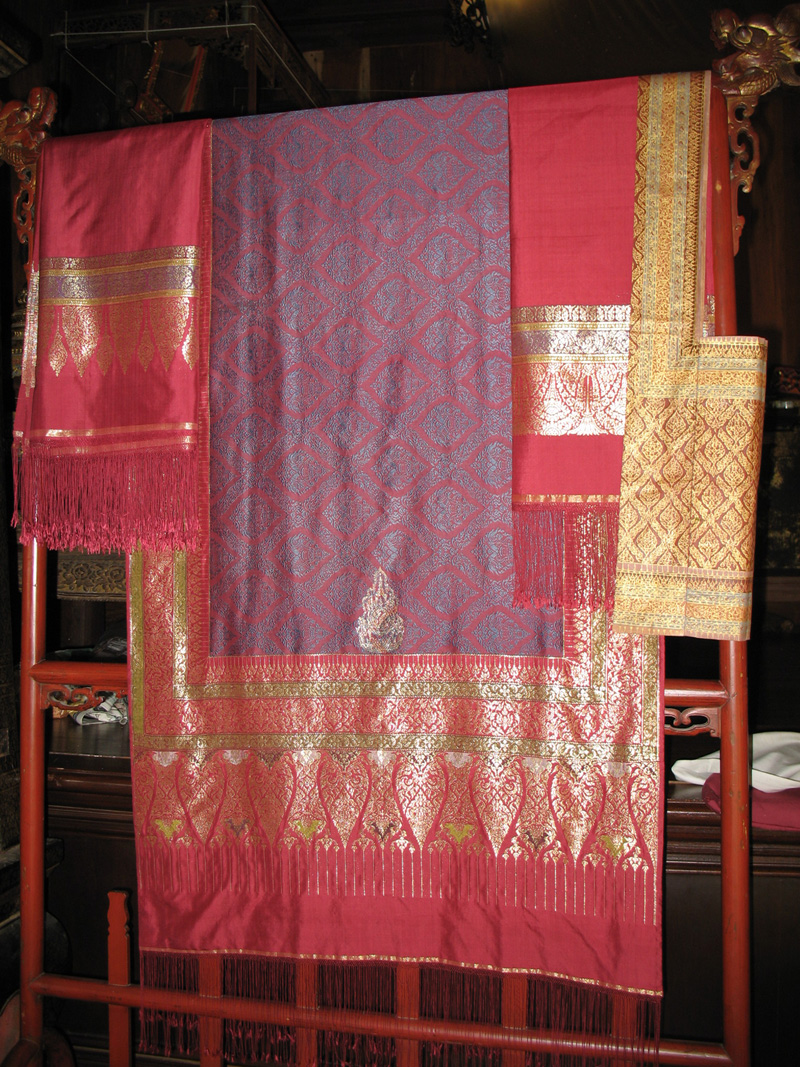
La seda Tha Sawang, una coneguda artesania de Surin

La província de Surin produeix arròs gessamí d'alta qualitat. També és conegut per la seva seda. Aquesta qualitat es deu al seu procés de teixit, així com als seus patrons i tints.

## Índex d'assoliment humà 2017
| Salut                                                                                         | Educació | Ocupació  | Ingressos    |
|                                                                                               |          |           |              |
| 77                                                                                            | 63       | 50        | 64           |
| Habitatge                                                                                     | Família  | Transport | Participació |
|                                                                                               |          |           |              |
| 17                                                                                            | 21       | 71        | 44           |
| La província Surin, amb un valor HAI 2017 de 0,5203 és "baix", ocupa el lloc 71 del rànquing. |          |           |              |

Des del 2003, el Programa de les Nacions Unides per al Desenvolupament (PNUD) a Tailàndia ha fet un seguiment del progrés en el desenvolupament humà a nivell subnacional mitjançant l' índex d'assoliment humà (HAI), un índex compost que cobreix les vuit àrees clau del desenvolupament humà. El Consell Nacional de Desenvolupament Econòmic i Social (NESDB) s'ha fet càrrec d'aquesta tasca des del 2017.
| Classificació | Classificació   |
| 1 - 15        | "alt"           |
| 16-30         | "una mica alt"  |
| 31-45         | "mitjana"       |
| 45-60         | "una mica baix" |
| 61-77         | "baix"          |

| Mapa amb províncies i rànquings HAI 2017 |
|                                          |

Galeria
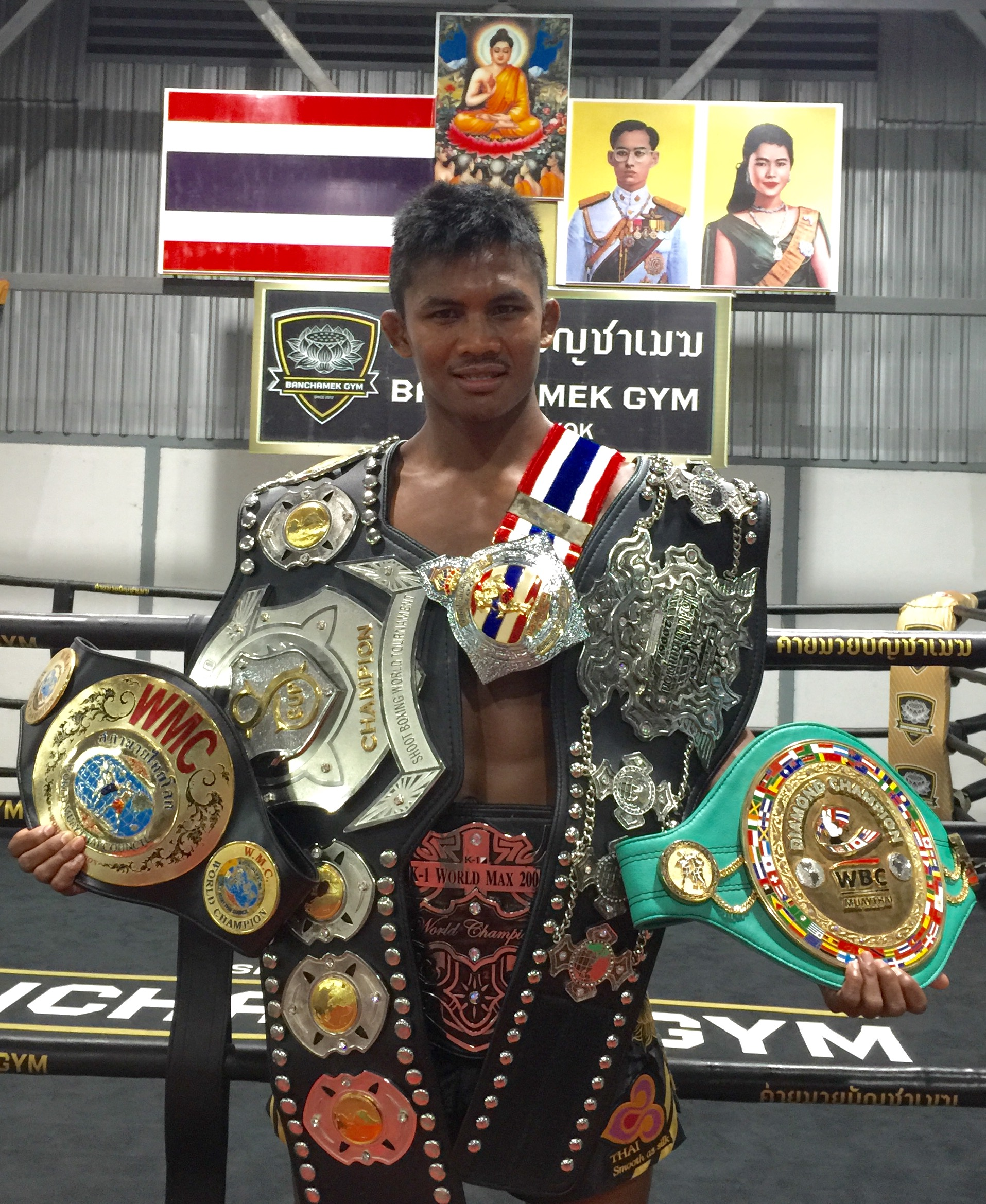
Buakaw és un kickboxer tailandès de pes mitjà Muay Thai, va néixer al districte de Samrong Thap
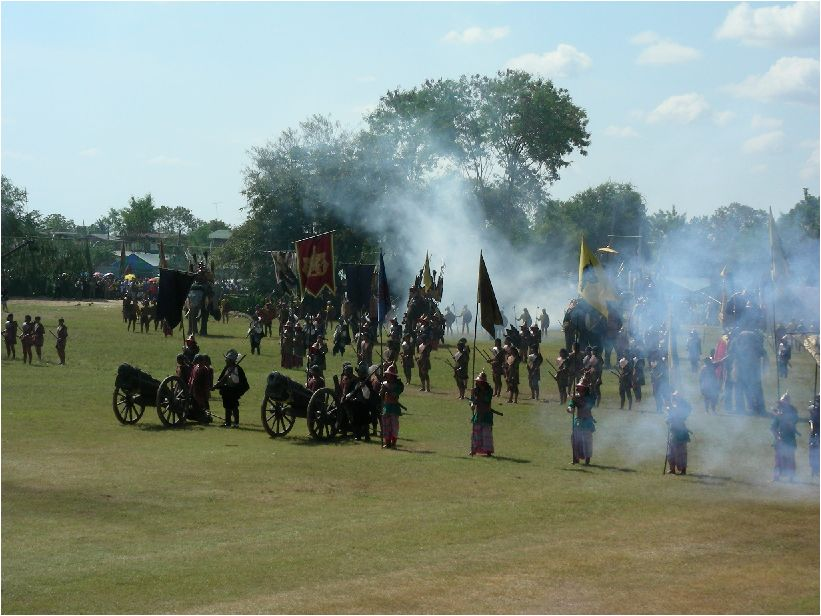
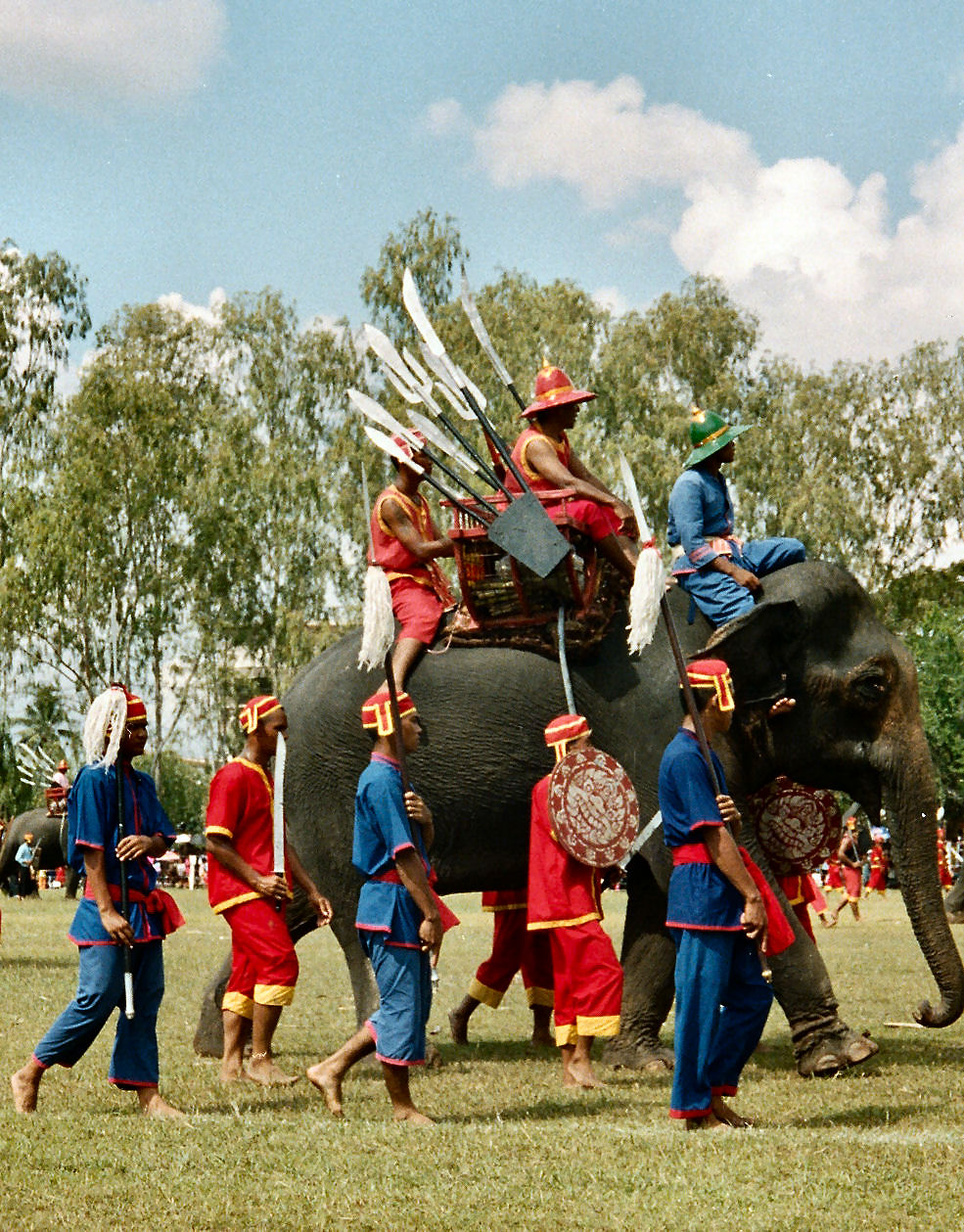